# Jean-Eugène-Charles Alberti

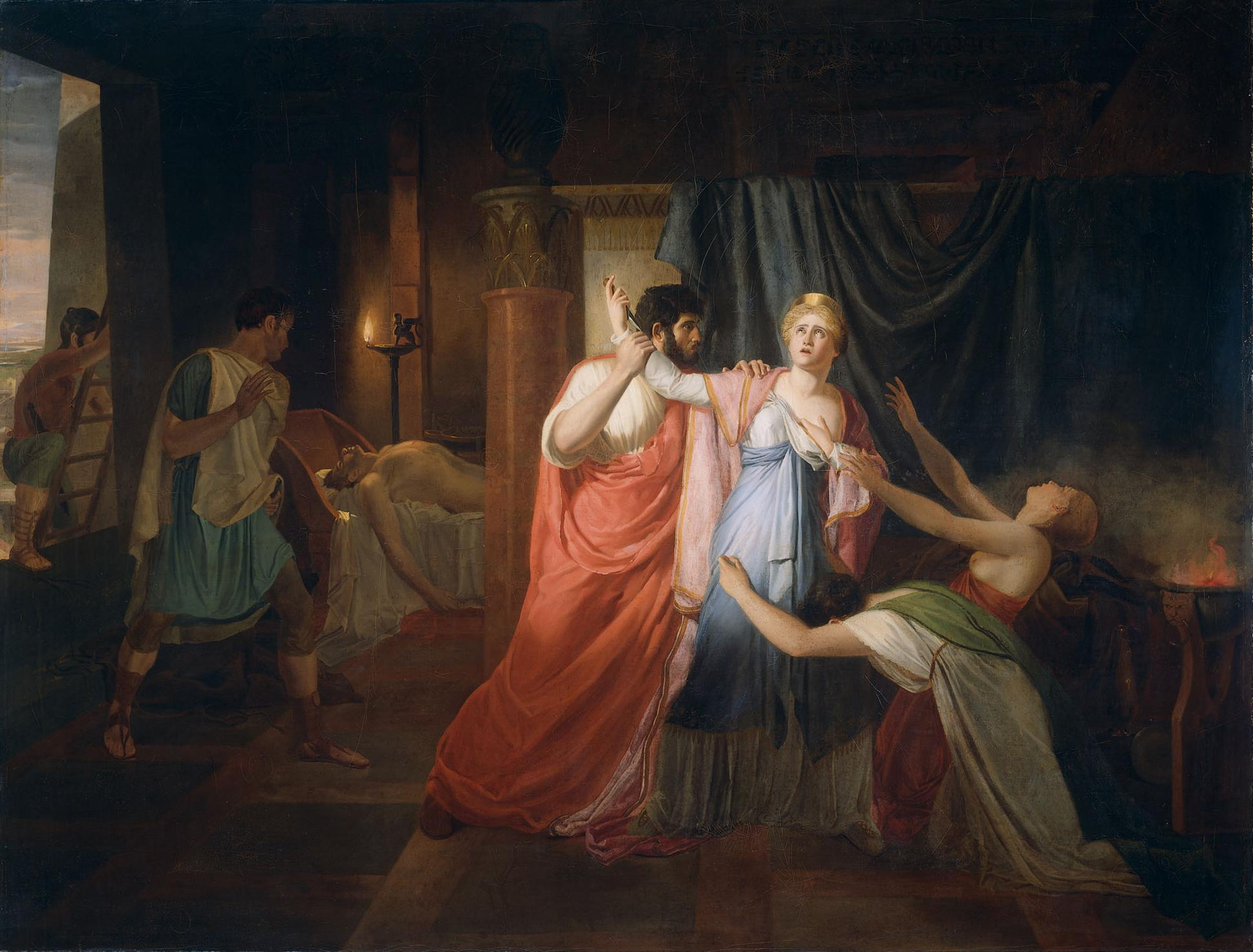
Proculeio impedisce il suicidio di Cleopatra (1810)

Jean-Eugène-Charles Alberti, o Joannes Echarius Carolus Alberti (Maastricht, giugno 1777 – 1850 circa), è stato un pittore olandese.

## Biografia
Figlio di un avvocato italiano e di un'olandese, non si conosce l'esatta data della sua nascita – fu battezzato il 20 giugno del 1777 – né quella della morte, che forse avvenne verso il 1850.
Trasferita la famiglia ad Amsterdam nel 1782, vi fece i suoi studi artistici, ottenendo nel 1806 una medaglia d'oro. L'anno successivo ottenne una borsa di studi per l'ammissione all'École des Beaux-Arts di Parigi, ed egli passò successivamente nell'atelier di David. Inviò diverse tele dipinte in questo periodo ad Amsterdam, che sono conservate nel Rijksmuseum, tra le quali il Guerriero con scudo e lancia e il Guerriero con spada, entrambe del 1808.
Alla fine del 1809 era a Roma, dove proseguì la sua attività pittorica e copiò quadri degli antichi maestri. Il Proculeio impedisce il suicidio di Cleopatra è un suo dipinto del 1810, conservato nel Toneelmuseum di Amsterdam. Ritornò a Parigi, realizzando alcune incisioni e pubblicando un Corso completo teorico e pratico dell'arte del disegno.